# Тет (река)
Тет (фр. Têt) је река у Француској. Дуга је 116 km. Улива се у Средоземно море. 